# Burgdorf (Wolfenbütteli járás)
Burgdorf település Németországban, azon belül Alsó-Szászország tartományban. Lakosainak száma 2187 fő (2023. december 31.).

## Népesség
A település népességének változása:
| Lakosok száma | 2362 | 2243 | 2261 | 2248 | 2205 | 2228 | 2187 |
|               | 2014 | 2016 | 2017 | 2019 | 2021 | 2022 | 2023 |